# Карвальо, Жаклин
Жаклин, полное имя Жаклин Мария Перейра де Карвальо (порт. Jaqueline Maria Pereira de Carvalho; род. 31 декабря 1983 года, Ресифи) — бразильская волейболистка, нападающая, чемпионка Игр XXIX Олимпиады в Пекине и Игр XXX Олимпиады в Лондоне,  дважды серебряный призёр чемпионатов мира 2006 и 2010 годов.

## Личная жизнь
Жаклин замужем за бразильским волейболистом Мурило, у них есть сын по имени Артур.

## Игровая карьера
- 1997—2000 —  «Ресифи»
- 2001—2004 —  «Озаску»
- 2004—2006 —  «Рио-де-Жанейро»
- 2006—2007 —  «Скаволини»
- 2006—2007 —  «Мурсия»
- 2008—2009 —  «Пезаро»
- 2009—2014 —  «Соллис Озаску»
- 2014—2015 —  «Минас»
- 2015—2016 —  «SESI-SP»
- 2016—2017 —  «Минас»
- 2017—2018 —  «Волей Бауру»
- 2019- по н.в. —  «Озаску»

## Достижения

### Со сборной Бразилии
- Чемпионка Игр XXIX Олимпиады (2008).
- Чемпионка Игр XXX Олимпиады (2012).
- 2-кратный серебряный призёр чемпионата мира (2006, 2010).
- Чемпионка мира среди молодёжных команд (2001).
- 3-кратная победительница Гран-при (2005, 2006, 2008).
- Победительница Всемирного Кубка чемпионов (2005).
- Серебряный призёр Кубка мира (2007).